# Bernhard Lösener
Bernhard Lösener (* 27. Dezember 1890 in Fürstenberg (Oder); † 24. August 1952 in Köln) war ein deutscher Verwaltungsjurist, u. a. in der Zeit des Nationalsozialismus. Er wirkte 1935 als „Rassereferent“ bei der Abfassung der Nürnberger Gesetze mit. Viele historische Darstellungen, die sich mit den Rassegesetzen befassen, fußen auf Löseners Angaben, die oft unkritisch übernommen wurden.

## Leben

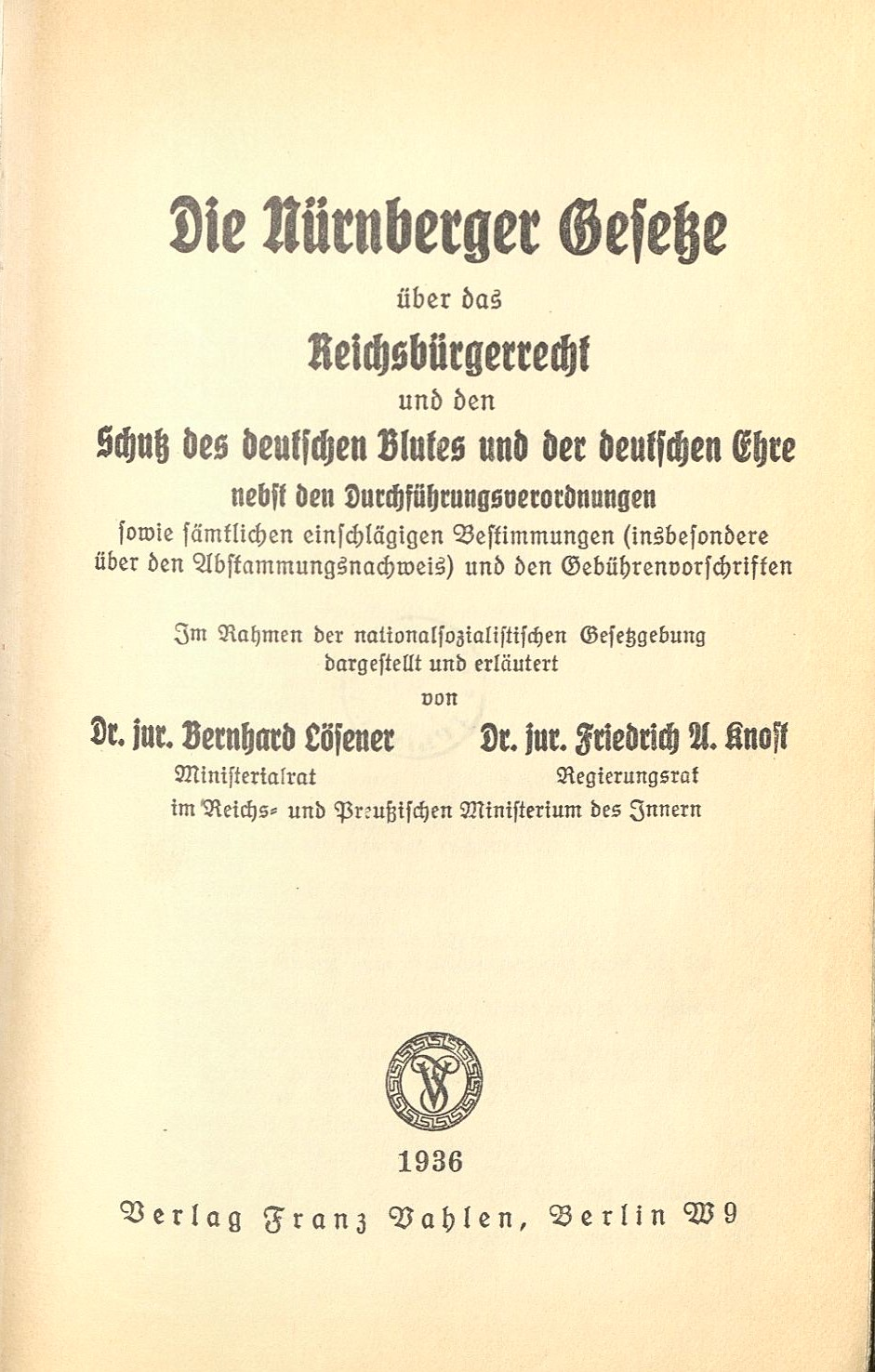
Kommentar zu den Nürnberger Gesetzen

Lösener war Sohn eines Amtsrichters. Er studierte ab dem Sommersemester 1909 bis 1913 Rechtswissenschaft an der Eberhard-Karls-Universität Tübingen und wurde dort 1909 Mitglied der Tübinger Burschenschaft Derendingia. Von 1920 bis 1927 gehörte er einer Freimaurerloge an. Nach Kriegsdienst, Promotion bei Philipp von Heck zum Dr. jur. 1920 und zweitem Staatsexamen 1922 trat er in die Reichszollverwaltung ein. Zunächst im Landesfinanzamt Berlin-Brandenburg als Regierungsrat tätig, wurde er 1929 Vorsteher im Hauptzollamt Glatz. Zum 1. Dezember 1930 trat er dort der NSDAP bei (Mitgliedsnummer 370.377). 1931 wurde er zum Landesfinanzamt Neiße versetzt. Er wurde Truppführer in der SA-Reserve, agitierte für die NSDAP und wurde nach den preußischen Kommunalwahlen am 12. März 1933 zum Fraktionsvorsitzenden der Partei im Stadtrat von Neiße. 
Lösener wurde im April 1933 in das Reichsinnenministerium versetzt; dort stieg er im August 1935 zum Ministerialrat auf. Als „Rassereferent“ wurde er in der Nacht zum 14. September 1935 nach Nürnberg beordert, um dort gemeinsam mit seinem Abteilungsleiter Wilhelm Stuckart und Personenstandsreferent Hans Globke eilends die Nürnberger Gesetze zu formulieren. Lösener war auch an der Ausformung der Durchführungsverordnungen beteiligt und Mitverfasser eines 1937 erschienenen weiteren Kommentars zu den Rassegesetzen. Seit 1938 fungierte er im Reichsinstitut für Geschichte des neuen Deutschlands als Beirat der „Forschungsabteilung“ Judenfrage.
Christopher Browning schildert Differenzen zwischen Staatssekretär Stuckart und Lösener 1941. Er hatte von seinem Hilfsreferenten Werner Feldscher die Ermordung deutscher verschleppter Juden in Riga geschildert bekommen, nach einem Augenzeugen. Daraufhin wollte Lösener nicht mehr im Innenministerium arbeiten, auch wenn er dann nicht mehr an seinem Projekt arbeiten konnte, „Mischlinge“ von „Volljuden“ zu unterscheiden. Lösener behauptete, er habe Stuckart Ende Dezember 1941 erklärt, er könne die Praxis der Judenvernichtung nicht mittragen und um sofortige Entbindung von seiner Funktion sowie Versetzung gebeten. Stuckart habe ihn abgebügelt, die Entscheidung zum Judenmord käme "von höchster Stelle", also Hitler, und er solle nicht so zimperlich sein, der Mord sei "weltgeschichtlich" nötig. Soweit Lösener in seinen "Handakten". Browning zeigt auf, dass Lösener im Gegenzug nach 1945 für Stuckart erfolgreich eintrat, was auch der Herausgeber dieser Quellen schon angemerkt hatte.
Stuckart soll die Entbindung Löseners von seiner Funktion bewilligt haben, was sich aber hingezogen habe wie auch die Versetzung, die erst ab April 1943 an das Reichsverwaltungsgericht als "rechtskundiges Mitglied des Reichskriegsschädenamts" erfolgte. Am 29. Januar 1942 nahm Lösener noch an der ersten Nachfolgekonferenz der Wannseekonferenz in den Räumen des Reichsministeriums für die besetzten Ostgebiete von Alfred Rosenberg in Berlin teil. Zentrales Thema dieser Konferenz war, wer nun genau als „Jude“ zu gelten habe, damit eine Regelung darüber getroffen werden könne, wer in die Vernichtungsaktionen mit einzubeziehen sei. Dabei wurde mit seiner Teilnahme der Begriff auch auf „Mischlinge“ ausgeweitet und in der Nachfolge einheitlich auf alle besetzten Gebiete angewendet.
Lösener wurde am 11. November 1944 verhaftet, weil er im August 1944 einige Tage den Hauptmann Ludwig Gehre beherbergt hatte, der mit Graf Stauffenberg befreundet war. Nach eigenen Angaben hatte Lösener überdies seit 1936 lose Verbindungen zu Hans Bernd Gisevius, der zum Widerstandskreis von Carl Friedrich Goerdeler gehörte. Im Januar 1945 wurde Lösener aus der NSDAP ausgeschlossen. Zu einem Prozess kam es nicht mehr; Lösener wurde kurz vor dem Eintreffen der Roten Armee in Torgau freigelassen.

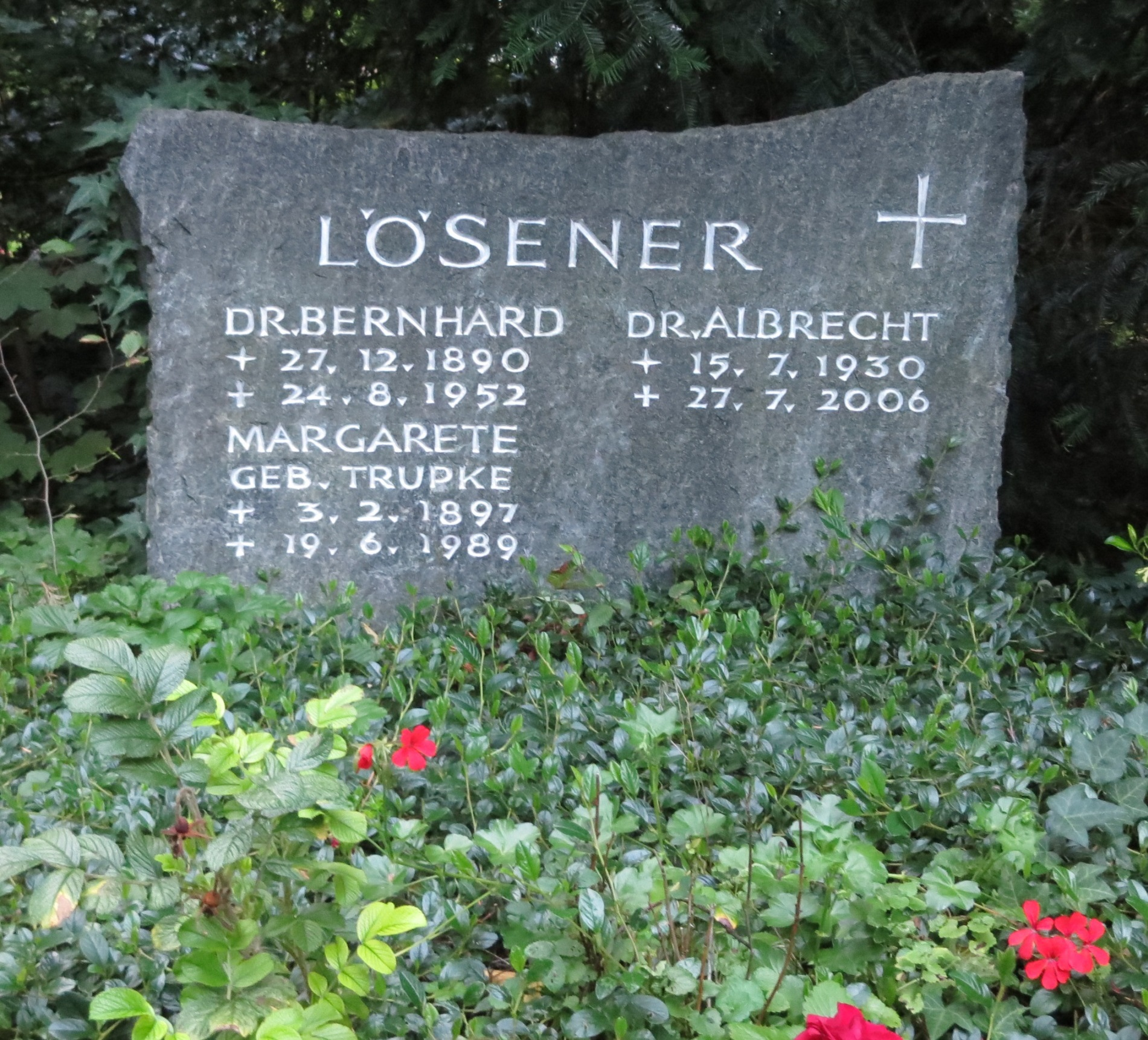
Grab von Bernhard Lösener auf dem Kölner Nordfriedhof

Nach dem Krieg trat Lösener als Zeuge im Wilhelmstraßen-Prozess auf und entlastete Wilhelm Stuckart. Durch Fürsprache Verfolgter erhielt er im April 1949 eine Arbeit bei der jüdischen Hilfsorganisation Joint Distribution Committee. Seine Wiederverwendung erreichte er im September 1949 zunächst im Rechtsamt des Vereinigten Wirtschaftsgebiets, durch dessen Leiter Walter Strauß, ab 1950 bei der Oberfinanzdirektion Köln als Regierungsdirektor in der Zollabteilung.
Seine mit dem Datum des 26. Juni 1950 versehene Schrift Als Rassereferent im Reichsministerium des Innern, die Walter Strauß nach eigener Angabe 1948 erbeten hatte, ließ dieser erst 1961 veröffentlichen.
Lösener starb 1952 nach einer Gallenoperation. Seine Grabstätte befindet sich auf dem Kölner Nordfriedhof (Flur 54 Nr. 287-9).

## Bewertungen
Löseners Wirken in der Zeit des Nationalsozialismus ist umstritten. Ähnlich wie Globke machte Lösener für sich geltend, bei der Ausformung der Rassegesetze weitergehende Forderungen zurückgewiesen und stets nur die denkbar mildeste Fassung formuliert zu haben. Seine Darstellung vom Zustandekommen der Nürnberger Gesetze ist von der Forschungsliteratur lange Zeit hindurch unkritisch übernommen worden. Erst spät beanstandeten Historiker wie Peter Longerich und Günter Neliba, dass dadurch die andernorts bezeugte Mitwirkung von Rudolf Heß, Wilhelm Frick und Joseph Goebbels außer Acht geraten sei.

## Veröffentlichungen

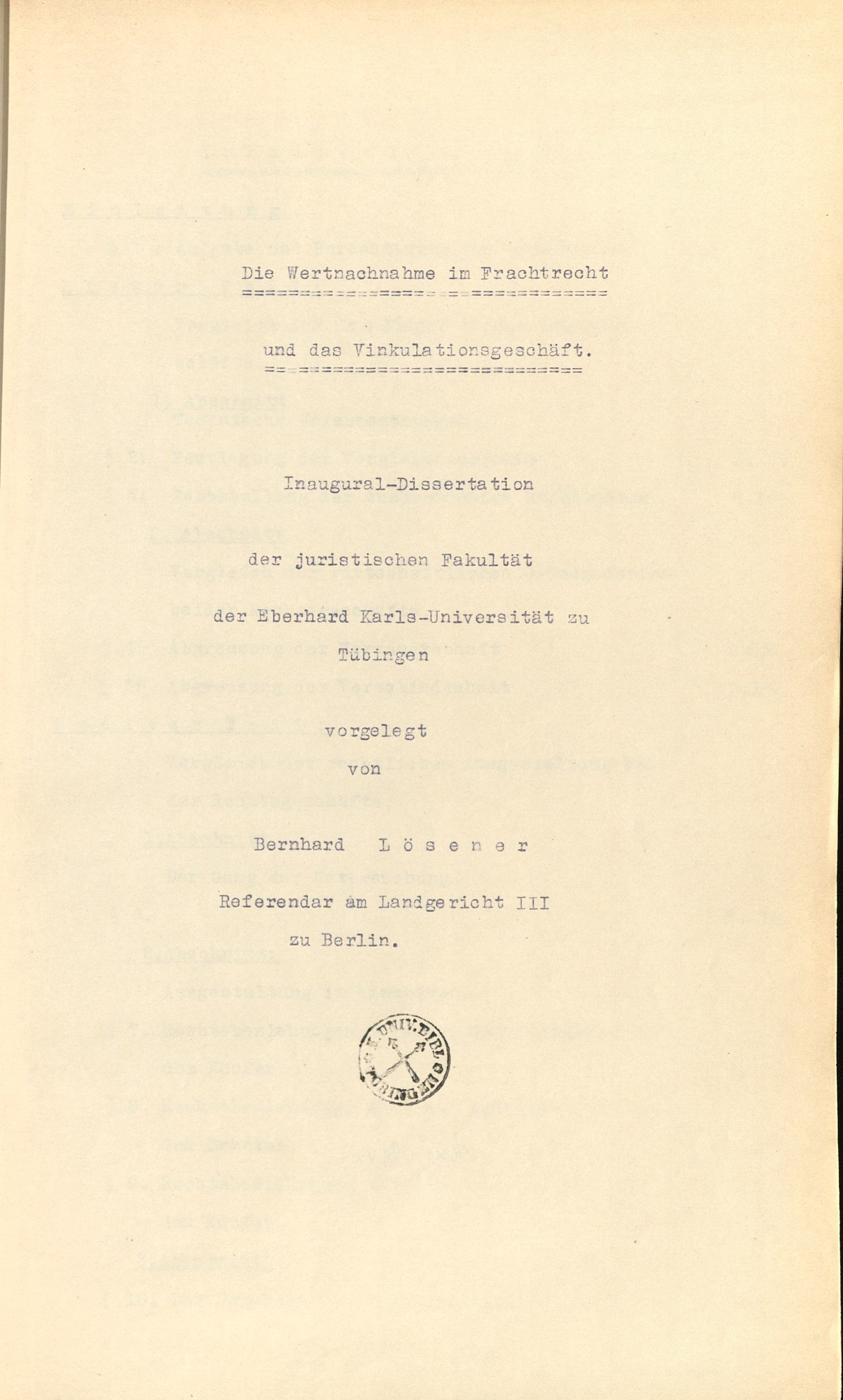
Dissertation (1920)

- Die Wertnachnahme im Frachtrecht und das Vinkulationsgeschäft. Dissertation Universität Tübingen 1920.
- Grundriß des deutschen Zollrechts, 1927, 2. und 3. Auflage 1928, mit Walter Lottner 4. "völlig neubearbeitete" Auflage 1938.
- mit Friedrich August Knost: Die Nürnberger Gesetze über das Reichsbürgerrecht und den Schutz des deutschen Blutes und der deutschen Ehre nebst den Durchführungsverordnungen sowie sämtlichen einschlägigen Bestimmungen und den Gebührenvorschriften. Vahlen, Berlin 1936 (oft zitiert als: "Lösener/Knost").
  - Fünfte Auflage:  Die Nürnberger Gesetze mit den Durchführungsverordnungen und den sonstigen einschlägigen Vorschriften. [Kommentar] Vahlen, Berlin 1942 (dazwischen drei weitere Auflagen, ab 2. Aufl. 1937 genannt "neubearbeitet").
- Als Rassereferent im Reichsministerium des Innern. In: Vierteljahrshefte für Zeitgeschichte 9, 1961, S. 264–313 (online)